# Johann Ludwig Schulze
Johann Ludwig Schulze (* 17. Dezember 1734 in Halle (Saale); † 1. Mai 1799 ebenda) war ein deutscher Philologe und evangelischer Theologe.

## Leben
Der Sohn des Johann Heinrich Schulze (1687–1744) hatte die Lehranstalten seiner Vaterstadt durchlaufen und an der Universität Halle ein Studium der Theologie begonnen. Er erwarb den akademischen Grad eines Magisters der Philosophie und wurde am 3. September 1760 außerordentlicher Professor der Philosophie und der orientalischen Sprachen. Durch die Abhandlung Specimen observationum miscellanearum in Suidam hatte er sich als Philologe 1762 besonders bekannt gemacht.
Am 31. Oktober 1765 wurde er ordentlicher Professor der orientalischen und griechischen Sprachen und am 2. November 1769 ordentlicher Professor der Theologie an der Hallischen Fakultät. Er promovierte 1784 zum Doktor der Theologie. In den letzten Jahren seines Lebens war er Mitdirektor des Pädagogiums, sowie des Waisenhauses in Halle und gab die Zeitschrift zum Besten vaterloser Kinder heraus (von 1792 bis 1796 erschienen in Halle davon vier Stücke). Auch hatte sich Schulze an den organisatorischen Aufgaben der Hallenser Hochschule beteiligt und war in zwei Amtszeiten von 1783 bis 1785 Prorektor der Alma Mater.
Neben einigen Aufsätzen und Programmen im Hallischen Intelligenzblatt hatte er nach dem Tode von Gottlieb Anastasius Freylinghausen, dem er 1786 ein schriftliches Denkmal der Liebe und Hochachtung widmete, die neuere Geschichte der evangelischen Missionsanstalten zur Bekehrung der Heiden in Ostindien ab dem 29. Stück übernommen, welches er bis zu seinem Todesjahr auf das 54. Stück fortsetzte. Auch hatte er sich an Siegmund Jakob Baumgartens Nachrichten von merkwürdigen Büchern und der Hallischen Bibliothek beteiligt, wofür er die Register derselben verfasste (12. Bd. Halle 1758).
Johann Ludwig Schulze wurde auf dem halleschen Stadtgottesacker bestattet. Sein Grab befindet sich im Gruftbogen 82, Grabinschriften sind nicht mehr erhalten.

## Werke
1. Joh. Baptist. von Rocoles Geschichte merkwürdiger Betrüger. aus dem Französischen herausgegeben von K. F. Paufi. 2 Teile. Halle 1760
2. Specimen observationum miscellanearum in Suidam. Halle 1762
3. English Originals in prose and verse collected etc. Halle 1760, 1766...  4. Auflage Halle 1784
4. Progr. de praecipua numismatum. quae regum, populorum et urbium vocantur, utilitate. Halle 1768
5. Diss. qua mutationes in textu codicii Alexandrini a Grabio ex coniectura factae ad examen revocantur. Halle 1768
6. Diss. ad Coheleth XII, 1-5. Halle 1768
7. Theodoreti, Episcopi Cyri, Opera omnia, ex rec. Jacobi Sirmondi denuo edidit, Graeca e codicibus locupletavit, antiquiores editiones adhibuit, versionem Latinam recognovit, et variantes lectiones adiecit. Halle 1768–1772 Teil I., II., IV., V., (den III. hat  Nösselt  besorgt)
8. Selecta capita e scriptoribus Graecis, in usum iuventis scholasticae excerpta. Halle 1773, 1780
9. Progr. de spiritu, qui Christum a mortuis resuscitavit, ad Rom. VIII, II. Halle 1774
10. Horatii Flaoci liber de arte poëtica, in usum scholarum seorsim editus. Accesserunt alia quaedam Horatii Carmina et clavis locorum difficiliorum interpretationem adiuvans. Halle 1777
11. Chaldaicorum Danielis et Esrae capitum interpretado Hebraica. Primus ex cod. antiquo illam edidit B. Kennicott. Seorsim excudi curavit in usus eruditorum et commentationem de indole et usu huius translations praemisit J. L. S. Halle 1782
12. Progr. de mysterio omnium maximo ad I. Tim. 3, 16. Halle 1782
13. Denkmahl der Liebe und Hochachtung, dem Hrn. D. Gottlieb Anastasius Freylinghausen, der Theologie ordentl. Lehrer auf der Friedrichsuniversität und des königl. Pädagogii und des Waisenhauses Direktor. Halle 1786
14. Handbuch der symbolischen Theologie, zum akademischen Gebrauch. Nebst dem Lateinischen Text der ungeänderten Augsburgischen Confession und den Torgauer Artikeln. Halle 1790
15. Progr. in locum Joh. XVIII, 37. Halle  1789
16. Progr. in locum Ev. Joh. Cap. I, 17. Halle 1791
17. Progr. Commentatio in locum Epistol. Pauli ad Romanos Cap. IX, 32. 33. Halle 1792
18. Erläuterung der Römischen Geschichte aus Münzen. In:  Sammlung von Erläuterungsschriften und Zusätze zur allgemeinen Welthistorie. Bd. 5. u. 6. Halle 1761, 1765

### Herausgeberschaften
1. D. Johann Heinrich Schulze, der Arzneygelahrheit, Beredsamkeit und Alterthümer ehemaligen ordentlichen Lehrers auf der Universität zu Halle, Anleitung zur ältern Münzwissenschaft, worinnen die dazu gehörigen Schriften beurtheilet und die Alterthümer aus Münzen erläutert werden; zum Druck befördert u.s.w. Halle 1766
2. Jac. Altingii Synopsis institutionum Chaldaearum, cum notis. Halle 1768
3. Sammlung einiger auf die am 24sten Julius 1798 begangene hundertjährige Gedächtnissfeyer der Grundlegung des Hallischen Waysenhauses sich beziehenden Reden, Gedichte und Lieder. Halle 1798
4. (Andr. Rudolph. Köhlers) Beschreibung des Waisenhauses und der übrigen damit verbundenen Frankischen Stiftungen; nebst der Geschichte ihres ersten Jahrhunderts. Halle 1799, (mit Knapp und Niemeyer)